# Фоерберг, Шарль Исаакович
Шарль Исаакович Фоерберг (укр. Шарль Ісакович Фоєрберг; 18 ноября 1944, Черновцы — 13 сентября 2014, Киев) — украинский актёр театра кукол, ведущий мастер сцены, Заслуженный артист Украины, педагог, член Международного Союза кукольных театров UNIMA-Украина, лауреат премии «Киевская пектораль».

## Биография
Шарль Фоерберг родился и вырос в Черновцах. Отец Исаак Якубович Фоерберг (Фаерберг, 1912—1944), уроженец Новоселицы, погиб на фронте, мать — Регина Сумировна Фоерберг — воспитывала сыновей одна. О своём «редком» для Черновцов имени Шарль Фоерберг говорил, что маму звали Регина, тётю — Сабина, бабушку — Жанетта, внука — Фред. При этом французское имя Шарль его тётушка произносила на немецкий манер — «Шарли»
Тяга к театру проявилась в юном возрасте и многократно усилилась во время гастролей в городе театра кукол Сергея Образцова, когда состоялось его знакомство с Зиновием Гердтом. Шарль в Черновцах играл в самодеятельном театре кукол под руководством Берты Ильиничны Брандман, учился в трикотажном ПТУ, читал стихи народному артисту СССР Дмитрию Журавлёву в холле гостиницы…
В 1963 году, получив приглашение от земляка, друга детства и на тот момент режиссёра Донецкого государственного театра кукол Сергея Ефремова, переехал в Донецк. Дебют состоялся 18 ноября, в день рождения, в спектакле «Телевизор доктора Айболита» на сцене Дворца Металлургов города Енакиево. Работая на профессиональной сцене Шарль Фоерберг раскрылся «как актёр удивительного обаяния, мастер импровизации, пленивший публику творческой фантазией и остроумием. Шарль Фоерберг — актёр школы представления».
С 1963 по 1972 года работал в Донецком областном театре кукол, где входил в основной костяк актёрского состава театра, затем в харьковском театре кукол под руководством Виктора Афанасьева. Совместно с Элеонорой Смирновой выпускал курс кукольников в Харьковском институте искусств им. И. Котляревского.
В 1982 году Шарль Фоерберг переехал из Харькова в новообразованный Киевский городской театр кукол под руководством заслуженного артиста Украины Сергея Ефремова Сперва работал актёром, последующие 19 лет совмещал актёрство с должностью заместителя директора театра.
Моноспектакль «Всё будет хорошо» Шарль Фоерберг играл на разных языках, среди которых украинский, немецкий, венгерский Спектакль гастролировал в Германии, Швейцарии, Австрии, Венгрии, Польше, Португалии, Мексике.
Умер от сердечного приступа 13 сентября 2014 года после окончания проходившего в Киеве Всеукраинского фестиваля театров кукол «Премьеры сезона». Похоронен на Байковом кладбище.
10 апреля 2015 года, через полгода после смерти Шарля Фоерберга, его сын, экономист Игорь Знаменский, посреди улицы убил заместителя директора театра кукол Вячеслава Старшинова, которого обвинял в доведении отца до смерти. Знаменский был осуждён на 9 лет лишения свободы. Подробнее о причинах убийства и его предыстории он рассказал в своей книге «Моя исповедь».

### Семья
- Мать — Регина Сумировна Фоерберг
- Первая жена — Евгения Железняк, актриса Донецкого театра кукол
  - Дочь — Ирина Александровна Каракаш, актриса Донецкого театра кукол, заслуженная артистка Украины[12][13]
    - Внук — Виталий, адвокат[12]
    - Внучка — Анастасия
- Вторая жена — Светлана Ивановна Фоерберг
  - Сын — Игорь Александрович Знаменский, экономист, кандидат наук, доцент

## Театр

### Донецкий областной театр кукол
- 1963, 18 ноября — «Телевизор доктора Айболита» С. Ефремова и А. Юдовича; режиссёр С. Ефремов — доктор Айболит (первая роль)[7]
- «Сказка о жадном Серёжке» С. Прокофьевой — Жадность

### Харьковский театр кукол
- 1972 — «Чёртова мельница» И. Штока, режиссёр Виктор Афанасьев
- 1972 — «Прелестная Галатея» Б. Гадора, С. Дарваша; режиссёр Виктор Афанасьев[14]
- 1973 — «Голубой щенок» У. Гюла; постановка Виктора Афанасьева[15]
- 1975 — «Таинственный Гиппопотам» В. Лифшица, И. Кичанова; постановка А. Юдовича — Крокодил[16]
- 1977 — «Военная тайна» В. Лебедева и А. Кирилловского; режиссёр В. Левченко — буржуин[17]
- 1977 — «Шерлок Холмс против Агента 007, или Где собака зарыта» В. Житницкого, В. Левина; постановка Виктора Афанасьева[17]

### Киевский муниципальный академический театр кукол
- 1983 — «Прыгающая принцесса» Ладислава Дворского; режиссёр С. Ефремов
- 1984 — «Маленький принц» А. де Сент-Экзюпери — Король / Честолюбивец / Пьяница
- 1986 — «Еще раз про Красную Шапочку» С. Когана и С. Ефремова; режиссёр Н. Бучма — Волк
- 1987 — «Русская соль» Юрия Сидорова — хозяин балагана / Старый Чёрт / Король / Повар
- 1992 — «Слонёнок» Г. Владичина по мотивам Р. Киплинга; режиссёр Н. Бучма — Павиан
- 1994 — «Всё будет хорошо» моноспектакль С. Ефремова и И. Уваровой по дневникам Януша Корчака; режиссёр С. Ефремов[18]
- 1996 — «Мама для мамонтёнка» Дины Непомнящей; режиссёр С. Ефремов — Морж / Лев
- 1998 — «Ворон» К. Гоцци; режиссёр С. Ефремов — Ворон (голос)
- 2000 — «Винни-Пух» А. Милна; режиссёр С. Ефремов — ослик Иа-Иа
- 2002 — «Кошкин дом» С. Маршака; режиссёр С. Ефремов — Петух-кавалер
- 2004 — «Кот в сапогах» М. Шувалова по мотивам сказки Ш. Перро; режиссёр С. Ефремов — Кот в сапогах (голос)
- «Полторы горсти» Натальи Осиповой
- «Сказка о рыбаке и рыбке» А. Пушкина

### Другие театры
- «Волшебная галоша» — Охотник

## Награды и признание
- 1994 — Заслуженный артист Украины
- 1994 — Моноспектакль Шарля Фоерберга в постановке Сергея Ефремова «Всё будет хорошо» — лауреат премии «Киевская пектораль» в категории «Лучший спектакль для детей»
- 2003 — Лауреат премии «Киевская пектораль» в категории «За весомый вклад в театральное искусство»[19][20]